# Народни инструмент
Народни инструмент је музички инструмент који се развио међу обичним људима и обично нема познатог проналазача. Може се направити од дрвета, метала или другог материјала. Такав инструмент се свира у наступима народне музике.

## Преглед
Инструменти могу бити ударачки инструменти, или различите врсте флаута или труба, или гудачки инструменти који се трпају, ударају или користе облик гудала. 

Неки инструменти се називају народни инструменти јер се обично појављују у народној музици, иако не испуњавају критеријуме који дефинишу народни инструмент; пример је хармоника.

## Списак народних инструмената
- хармоника
- албока
- ангклунг
- апалачки дулцимер
- аутохарфа
- гајде
- балалајка
- бандура
- банџо
- баглама
- биниоу кож
- биримбау
- бодхран
- бомбард
- бузуки и ирски бузуки
- бас
- бромтоп
- букхорн
- булроарер
- цајон
- цата
- цавакуинхо
- келтска харфа
- чајчас
- чаранго
- чиргиртма
- ћифтели
- цимбалом
- клаве
- концертина
- кончерас
- кватро
- даегеум
- дарбука
- дигериду
- устати
- дхол
- дјембе
- дхолак
- дингулатор
- дампху
- дотара
- драниен
- бубањ
- хектара
- ерху
- гусле
- фуџара
- гадулка
- гајде
- гамелан
- гаиагеум
- гуанзи
- гудок
- гитара
- португалска гитара
- гиталина
- гусле
- гусли
- хаегеум
- бубањ
- хардингфеле
- хармонијум
- хамеред дулцимер
- харди-гурди
- јеврејска харфа
- јоухико
- југ
- казу
- кантеле
- кавал
- кхамак
- звечка
- кобза
- цомуз
- хора
- кулинтанг
- лаунедас
- латфиол
- лур
- лаута
- мадал
- мандола
- мандочело
- мандолина и мандолина октава
- маримбула
- мбира/палац клавир
- мелодеон
- мридангам
- планински цимбали
- музичка тестера
- ницкелхарпа
- царине
- панова свирала
- славина
- пого виолончело
- куена
- пхамук
- корисно
- ребаб
- ребец
- рекордер
- раванахатха
- рубаб
- кавала
- сасандо
- шофар
- синфонија
- ситар
- шенеј
- бубањ
- смолпајпс
- саранги (непалски)
- саранги (индијски)
- шмркати
- спилапипа
- челична гитара
- стеелпан
- стомпбок
- суона
- схвила
- одбор, табла
- бубањ који прича
- лимена звиждаљка
- тамбура
- типка
- трембита
- трес
- оуд
- лимбо
- уиллеанн пипес
- укулеле
- виола беироа
- виола брагуеса
- виола каипира
- виола кампаника
- виола да тера
- виола тоеира
- виолина
- вувузела
- таска за прање веша
- бас бас
- флаута од врбе
- ксилофон
- иангкин
- зампона
- зитер
- цитра
- жалеика